# Sjælland
Sjælland este cea mai mare insulă a Danemarcei situată  între strâmtoarea Kattegat și Marea Baltică.
Suprafața: 7031 kmp.  Este legată de insula Fyn prin Podul marii centuri, iar de provincia Scania din Suedia de Podul Oresund.
Aici se găsesc cele mai multe vestigii din Epoca Pietrei sau vikinge, printre care fortăreața vikingă de la Traelleborg (cca 1000).
Economia se bazează în special pe cultura grâului, creșterea vitelor și turism.
Capitala Danemarcei, Copenhaga, se află dispusă în parte pe zona estică a insulei Sjælland și în parte pe insula Amager. Alte orașe pe insulă sunt Roskilde și Elsinore.

## Orașe, comune și sate
- Aalsgaarde
- Copenhaga (København)
- Elsinore (Helsingør)
- Frederiksberg
- Frederikssund
- Frederiksværk
- Helsinge
- Hillerød
- Holbæk
- Hundested
- Humlebæk
- Kalundborg
- Kokkedal
- Kongens Lyngby
- Køge
- Næstved
- Præstø
- Ringsted
- Roskilde
- Slagelse
- Slangerup
- Sorø
- Tisvilde
- Vallensbæk
- Vordingborg